# Nasze Skały
Inicjatywa Środowisk Wspinaczkowych „Nasze Skały” – akcja społeczna Fundacji Wspierania Alpinizmu Polskiego im. Jerzego Kukuczki mająca na celu zapewnienie wspinaczom dostępu do skał.    
Ruch dąży do unormowania sytuacji prawnej wspinania skałkowego w Polsce oraz prowadzi negocjacje z właścicielami terenów, na których znajdują się skały, w sprawie zasad ich udostępniania dla wspinaczy. Intensywny rozwój wspinania skałkowego w Polsce jest bowiem przyczyną konfliktów pomiędzy wspinaczami a właścicielami i mieszkańcami terenów otaczających skałki – dotyczących dróg podejścia do skał, miejsc parkowania samochodów, a nawet samej obecności wspinaczy na skałach. Niemniej istotne są negocjacje z organizacjami i instytucjami odpowiedzialnymi za ochronę przyrody – niejednokrotnie bowiem skały są siedliskiem chronionych gatunków ptaków lub rzadkich roślin. 
Inicjatywa Środowisk Wspinaczkowych „Nasze Skały” formalnie jest akcją społeczną Fundacji Wspierania Alpinizmu Polskiego im. Jerzego Kukuczki. Pierwszym dyrektorem operacyjnym, pełniącym funkcję od 1 lipca 2008, został Włodzimierz Porębski. Przewodniczącym rady (i zarazem jednym z głównych pomysłodawców „Naszych Skał”) jest Mariusz Biedrzycki. Inicjatywa wspierana jest także przez Polski Związek Alpinizmu, czasopisma wspinaczkowe (GÓRY, Magazyn Górski, Taternik), jak i serwisy internetowe (wspinanie.pl, turnia.pl, turystyka.interia.pl, goryonline.pl, e-gory.pl, VI4.pl).
Manifest Inicjatywy Środowisk Wspinaczkowych „Nasze Skały” pojawił się w prasie specjalistycznej oraz regionalnej.
W 2008 fundacji udało się wynegocjować porozumienie z właścicielami terenów Psiklatki i spisać zasady korzystania z regionu, umożliwiające wspinanie się w okolicznych ostańcach wapiennych. Powstało również „Porozumienie Mirowskie” w sprawie zasad udostępniania skał w okolicach Mirowa. Porozumienie zostało zaakceptowane przez sołtysa Mirowa.   
Inną płaszczyzną działań fundacji jest porządkowanie terenów przyległych do skał, oraz wymiana ringów i spitów na drogach wspinaczkowych. W 2008 posprzątano tereny Zakrzówka, Mirowa i Sokolików. Wymieniono lub uzupełniono asekurację 45 dróg wspinaczkowych Doliny Kobylańskiej (przeprowadzając jednocześnie kurs ekiperski PZA).